# Horyzont zdarzeń

Symulacja przejścia czarnej dziury przed galaktyką (galaktyka w tle). Czarny punkt w środku to właśnie horyzont zdarzeń. Dookoła niego widać efekty soczewkowania grawitacyjnego

Horyzont zdarzeń (ang. event horizon) – sfera otaczająca czarną dziurę lub tunel czasoprzestrzenny, oddzielająca obserwatora zdarzenia od zdarzeń, o których nie może on nigdy otrzymać żadnych informacji. Innymi słowy, jest to granica w czasoprzestrzeni, po przekroczeniu której prędkość ucieczki dla dowolnego obiektu i fali przekracza prędkość światła w próżni. I żaden obiekt, nawet światło emitowane z wnętrza horyzontu, nie jest w stanie opuścić tego obszaru. Wszystko, co przenika przez horyzont zdarzeń od strony obserwatora, znika.
Horyzont zdarzeń przypomina błonę półprzepuszczalną, gdyż z jednej strony nie przepuszcza fal elektromagnetycznych i innych sygnałów biegnących w kierunku obserwatora, natomiast przepuszcza je w kierunku przeciwnym. Obserwator, zmieniając swój ruch, sam może przeniknąć do części Wszechświata zakrytej przez horyzont zdarzeń.
Struktura pola grawitacyjnego (która wyznacza geometrię czasoprzestrzeni) oraz ruch obserwatora determinują istnienie horyzontu zdarzeń, jak i jego fizyczne znaczenie. W kontekście kosmologii, horyzont zdarzeń jest różny od horyzontu cząstek.
Do bardziej szczegółowych rodzajów horyzontów należą (powiązane ze sobą, choć odmienne) absolutny horyzont zdarzeń oraz horyzont pozorny, znajdujące się wokół czarnej dziury.
Inne pojęcia to: horyzont Cauchy’ego i martwy horyzont; orbity fotonowe i ergosfery Reissnera-Nordströma; horyzont cząstek i horyzonty kosmologiczne odnoszące się do kosmologii; a także izolowany horyzont i dynamiczny horyzont znaczące dla obecnego badania nad czarnymi dziurami.

## Horyzont zdarzeń czarnej dziury
Niekiedy określa się go jako granicę, w której prędkość ucieczki z czarnej dziury przewyższa prędkość światła w próżni. Według innego opisu, wszystkie trajektorie światła (potencjalne trajektorie, po których mogą poruszać się fotony), a więc wszystkie trajektorie w górnym stożku światła cząstek wewnątrz horyzontu, zostają zakrzywione tak, aby pozostały wewnątrz czarnej dziury. Kiedy cząstka znajdzie się po wewnętrznej stronie horyzontu, jej ruch w kierunku wnętrza dziury jest równie nieuchronny jak przemieszczanie się naprzód w czasie i może być wręcz uznawany za równoważny temuż, w zależności od przyjętego systemu współrzędnych czasoprzestrzennych.
Powierzchnia ograniczona promieniem Schwarzschilda zachowuje się jak horyzont zdarzeń w nieobracającym się ciele, które mieści się wewnątrz tegoż promienia (w obracającej się czarnej dziurze mechanizm jest nieco inny). Promień Schwarzschilda danego obiektu jest proporcjonalny do jego masy. Dla masy Słońca wynosi on około 3 km, a dla masy Ziemi w granicach 9 mm. Dla czarnej dziury utworzonej poprzez kolaps grawitacyjny (mającej masę przekraczającą granicę TOV) dolny limit wynosi mniej niż 10 km (granica TOV nie jest dokładnie znana).
Definicja “horyzontu zdarzeń” autorstwa Hawkinga i Ellisa , Misnera, Thorne’a i Wheelera , a także Walda  różni się od powyższej. Ich definicja wyklucza przedstawione poniżej horyzonty kosmologiczne oraz cząstkowe (podobnie jak horyzont pozorny), jednak obecnie wszystkie one występują pod wspólną nazwą “horyzont zdarzeń” (Zobacz, np. Peacock ). Aby ułatwić rozróżnienie, niektórzy autorzy odnoszą się do bardziej specyficznej cechy horyzontu jako do „horyzontu absolutnego”. W kontekście czarnych dziur, horyzont zdarzeń prawie zawsze odnosi się do horyzontu absolutnego, jako odmienny od horyzontu pozornego.
Według teorii Stephena Hawkinga opublikowanej w styczniu 2014 horyzont zdarzeń czarnej dziury nie istnieje w znanej nam dotychczas formie, a fizyka kwantowa umożliwia ucieczkę z czarnej dziury energii oraz informacji  . Według niego czarna dziura jedynie tymczasowo przetrzymuje materię oraz energię i oddaje je później w zmienionej formie. Teoria ta oznacza zwrot w rozumieniu zjawisk zachodzących w czarnych dziurach, które dotychczas opierały się na istnieniu absolutnego horyzontu zdarzeń, zastąpionego przez Hawkinga pozornym. Jeśli teoria okaże się prawdziwa, to pozwoli wyjaśnić paradoks ściany ognia, który wynika z różnic postrzegania horyzontu zdarzeń zgodnie z zasadami fizyki klasycznej oraz zasadami fizyki kwantowej.

## Horyzont zdarzeń dostrzegalnego Wszechświata
Horyzont cząstek obserwowalnego Wszechświata jest to granica wyrażająca maksymalną odległość, dla jakiej zdarzenia mogą być obserwowane w chwili obecnej. Dla zdarzeń poza tą granicą światło nie miało czasu, by osiągnąć nasze położenie, nawet jeśli było emitowane w czasie powstania Wszechświata. Jak w czasie zmienia się horyzont cząstek zależy od rozwoju Wszechświata. Z rozwiązania Aleksandra Friedmana dla równań Einsteina wynika, że przyszłość i przeszłość kosmosu są uzależnione od trzech parametrów – H określa tempo rozszerzania się Wszechświata, Omega jest miarą średniej gęstości materii we Wszechświecie i Lambda, czyli energia związana z pustą przestrzenią zwana inaczej „ciemną energią”. Dla horyzontu Wszechświata najważniejszy będzie współczynnik Omega (właściwie to Omega + Lambda). Jeśli Omega jest mniejsza niż 1 to Wszechświat nie posiada wystarczającej ilości materii żeby wyhamować swoją ekspansję, więc będzie on się rozszerzał aż umrze w Wielkim Chłodzie. Jeśli natomiast Omega jest większa niż 1, to Wszechświat posiada odpowiednią ilość materii, by wyhamować ekspansję, zawróci i zginie w Wielkim Kolapsie. Jeśli Omega wynosi 1, to horyzont Wszechświata będzie się rozszerzał, ale nie umrze, bo zależność masy od energii jest odpowiednia. Istnieją części Wszechświata, których nigdy nie da się zaobserwować, bez względu na to jak długo obserwator będzie czekał na dotarcie światła z tamtych regionów. Granica w przestrzeni, poza którą zdarzenia nie mogą być obserwowane, jest horyzontem zdarzeń, i oznacza maksymalny zasięg horyzontu cząstek.
Kryterium określania istnienia horyzontu cząstek dla Wszechświata przedstawia się następująco. Określ współporuszającą się odległość {\displaystyle d_{E}} jako:
{\displaystyle d_{E}=\int _{t_{0}}^{\infty }{\frac {c}{a(t)}}dt.}
W tym równaniu {\displaystyle a} jest czynnikiem skali, {\displaystyle c} jest prędkością światła w próżni, {\displaystyle t_{0}} natomiast jest wiekiem Wszechświata. Jeśli {\displaystyle d_{E}\to \infty ,} punkty dowolnie odległe mogą być obserwowane, i żaden horyzont zdarzeń nie istnieje. Jeśli {\displaystyle d_{E}\neq \infty ,} horyzont występuje.
Przykłady modeli kosmologicznych bez horyzontu zdarzeń są wszechświatami zdominowanymi przez materię lub przez promieniowanie. Przykładem modelu kosmologicznego z horyzontem zdarzeń jest kosmos zdominowany przez stałą kosmologiczną (wszechświat de Sittera).

## Horyzont zdarzeń przyspieszającej cząstki

Diagram czasoprzestrzeni zawierający jednostajnie przyspieszoną cząstkę, P oraz zdarzenie E będące poza horyzontem zdarzeń tej cząstki. Przyszły stożek świetlny zjawiska nigdy nie przetnie się z linią świata cząstki.

Jeżeli dana cząstka porusza się ze stałą prędkością w nierozszerzającym się wszechświecie wolnym od pól grawitacyjnych, dowolne zdarzenie mające miejsce w tym wszechświecie będzie w końcu zaobserwowane przez tę cząstkę, ponieważ przyszły stożek świetlny pochodzący od tych zdarzeń przetnie się z linią świata cząstki. Jeżeli natomiast nasza cząstka porusza się z pewnym przyspieszeniem to w pewnych sytuacjach stożki świetlne niektórych zdarzeń zachodzących w tym wszechświecie nigdy nie przetną się z linią świata cząstki. Zgodnie z tymi założeniami horyzont zdarzeń reprezentuje w układzie odniesienia cząstki granicę, poza którą żadne zdarzenia nie będą nigdy zaobserwowane.
Przykładowo, zjawisko takie istnieje dla jednolicie przyspieszającej cząstki. Diagram czasoprzestrzeni opisujący taką sytuację przedstawiony jest po prawej stronie. W miarę jak cząstka przyspiesza, zbliża się, ale w swoim układzie odniesienia nigdy nie osiąga prędkości światła w próżni. Na diagramie czasoprzestrzeni jej trasą jest hiperbola, która asymptotycznie zbliża się do prostej o nachyleniu 45°, będącej śladem promienia świetlnego ograniczającego stożek świetlny zdarzenia. Zdarzenie dla którego granicą stożka świetlnego jest ta właśnie asymptota, lub jest od niej oddalony, nie może być nigdy zaobserwowane przez przyspieszającą cząstkę. W układzie odniesienia cząstki istnieje granica spoza której nie dotrze żaden sygnał – horyzont zdarzeń.
Doświadczalnie możemy stworzyć zbliżone sytuacje (na przykład w akceleratorach cząstek), lecz prawdziwy horyzont zdarzeń nie zaistnieje – cząstka musiałaby być przyspieszana w nieskończoność, co wymagałoby wyjątkowo dużych energii i urządzeń.

## Poza ogólną teorią względności
Uważa się, że opis horyzontów zdarzeń przyjęty przez ogólną teorię względności nie jest kompletny. Kiedy warunki powstawania czarnych dziur modelowane są na podstawie bardziej całościowego obrazu (tj. zarówno ogólnej teorii względności, jak i mechaniki kwantowej), horyzonty zdarzeń mają trochę inne właściwości.
Obecnie przewiduje się, że podstawowym wpływem efektów kwantowych jest niezerowa temperatura horyzontu, a co za tym idzie – emitowanie promieniowania. Zjawisko czarnych dziur w ujęciu teorii promieniowania Hawkinga, podobnie jak i dalej idąca kwestia kreowania temperatury, jest częścią rozważań termodynamiki czarnej dziury. Zjawisko przyśpieszenia cząstek w ujęciu efektu Unruha-Daviesa powoduje, że przestrzeń wokół cząstki jest wypełniona materią i promieniowaniem.
Do pełnego opisu horyzontu zdarzeń wymagana jest przynajmniej teoria grawitacji kwantowej. Kandydatem na taką teorię jest M-teoria.

## Literatura
- M. Demiański: Astrofizyka relatywistyczna. Brak numerów stron w książce
- B. Greene: Piękno Wszechświata. Prószyński i S-ka, 2006. Brak numerów stron w książce
- S.W. Hawking: Wszechświat w skorupce orzecha. Brak numerów stron w książce
- M. Kaku: Wszechświaty równoległe. Prószyński i S-ka, 2006. Brak numerów stron w książce
- M. Kaku: Hiperprzestrzeń. Prószyński i S-ka, 2005. Brak numerów stron w książce
- K.S. Thorne: Black Holes and Time Warps. W. W. Norton, 1994. Brak numerów stron w książce